# Conrad Bernier
Conrad Bernier (Quebec, 9 de mayo de 1904; Washington D. C., 7 de noviembre de 1988) fue un pianista, organista, compositor y maestro de composición franco-canadiense. 

## Formación
Obtuvo sus primeras enseñanzas de solfeo, órgano y piano de su padre, Joseph-Arthur Bernier, estudios que continuó con Berthe Roy. Fue un niño prodigio, y a la edad de 14 años inauguró el órgano de la Iglesia del Santísimo Sacramento en la Ciudad de Quebec, templo en el cual llegaría a ser organista titular (1920-1923). En 1923 obtuvo el Prix d’Europe para estudiar órgano en París, concluyendo esta etapa de estudios en 1926. 

## Vida profesional
Después de una gira de conciertos como organista por Canadá y Ohio, en 1927 fue nombrado profesor catedrático y director del Departamento de Órgano en la Facultad de Música de la Universidad Católica de América, Washington D. C. Desempeñó este puesto por casi medio siglo, hasta 1974, cuando fue nombrado profesor emérito. Como organista fue titular de la iglesia de Santa Ana en Washington 1935-69, ciudad en la que también fue organista titular de la Basílica de la Inmaculada Concepción. Fue maestro de contrapunto, fuga y composición en la Universidad Católica hasta un día antes de su muerte a los 84 años de edad. Entre sus alumnos han sobresalido Helmut Braunlich, Anthony Doherty, Dieter Lehnhoff, Richard Reiter, Don Shirley y Thomas Tumulty, entre muchos otros.

## Composiciones seleccionadas
- Croquis petit-capiens, para dos pianos (Édition Belgo-Canadienne)
- Variations et fugue, para dos pianos
- Esquisse, para órgano
- Prière, para órgano
- Reverie, para órgano
- Misa para coro mixto a cuatro voces y dos órganos
- “Les colombes”, para canto y piano
- “Les berceuses”, para canto y piano
- Motetes para coro, Quebec: Procure Générale de Musique

## Libros
- Methode de orgue – Organ Method, Toledo, Ohio, 1962
- Harmonie moderne
- Traité d’improvisation à l’orgue